# Jumphoih Adan
Jumphoih Adan is een bestuurslaag in het regentschap Pidie van de provincie Atjeh, Indonesië. Jumphoih Adan telt 449 inwoners (volkstelling 2010).